# JR貨物UT4A形コンテナ

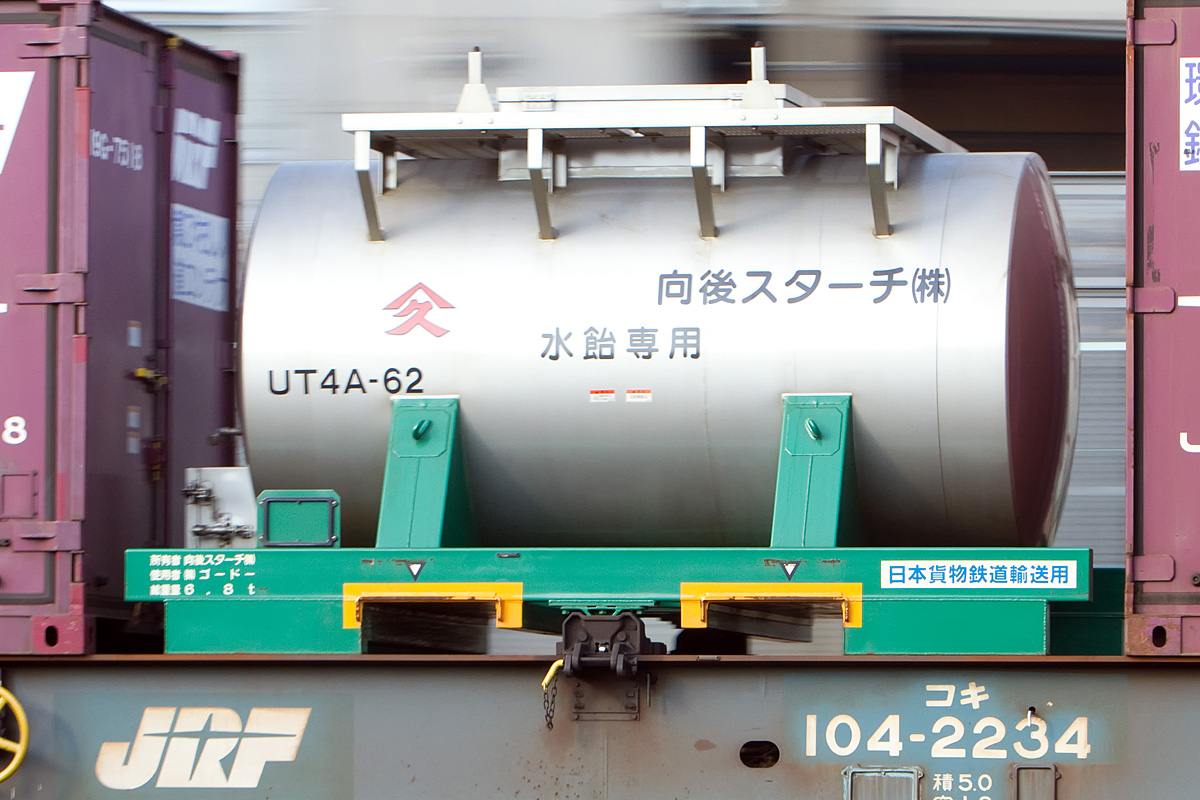
UT4A-62コンテナ

UT4A形コンテナ（UT4Aがたコンテナ）は、日本貨物鉄道（JR貨物）輸送用として籍を編入している、12 ft形の私有コンテナ（タンクコンテナ）である。

## 概要
本形式の数字部位 「 4 」は、コンテナの容積を元に決定される。このコンテナ容積4 ㎥の算出は、厳密には端数四捨五入計算の為に、内容積3.5 - 4.4 ㎥の間に属するコンテナが対象となる。また形式末尾のアルファベット一桁部位 「 A 」は、コンテナの使用用途（主たる目的）が 「 普通品（非危険品の輸送）」を表す記号として付与されている。

## 番台毎の概要【番号系列】
1、2
保土谷化学工業所有。亜塩素酸ナトリウム液専用。
3
味の素所有。調味液専用。
4
日本陸運産業所有（味の素借受）。調味液専用。
5、6
味の素所有。調味液専用。
7
日本陸運産業所有（味の素借受）。調味液専用。
8 - 13
保土谷化学工業所有。亜塩素酸ナトリウム液専用。
14
味の素所有。調味液専用。
15
日本陸運産業所有（味の素借受）。調味液専用。
16
日本石油輸送所有（味の素借受）。調味液専用。
17、18
日本石油輸送所有。キレート剤専用。
19、20
日本陸運産業所有（味の素借受）。調味液専用。
21 - 30
保土谷化学工業所有。亜塩素酸ナトリウム液専用。
31
日本石油輸送所有（三工借受）。塩化パラフィン専用。
32 - 34
日本陸運産業所有（味の素借受）。調味液専用。
35
日本石油輸送所有（三工借受）。塩化パラフィン専用。
36、37
日本石油輸送所有。キレート剤専用。
38、39
所有者・専用種別不明。
40 - 45
日本石油輸送所有（日本ゼオン借受）。コンクリート混和剤専用。
46、47
日本石油輸送所有（ハイモ借受）。DMABC（アクリロイルオキシエチルジメチルベンジル アンモニウム塩化物）専用。
48、49
東亞合成所有。ポリアクリル酸ナトリウム専用。
50 - 54
日本石油輸送所有。ポリエーテルポリオール専用。
55、56
日本陸運産業所有（味の素借受）。調味液専用。
57
日本石油輸送所有（味の素借受）。調味液専用。
58
向後スターチ所有。参松工業から譲り受けたもの。水飴専用。
59、60
森永乳業所有。脱脂濃縮乳専用。
61
所有者・専用種別不明。
62
向後スターチ所有。参松工業から譲り受けたもの。水飴専用。

## 番台毎の概要【社名単位】

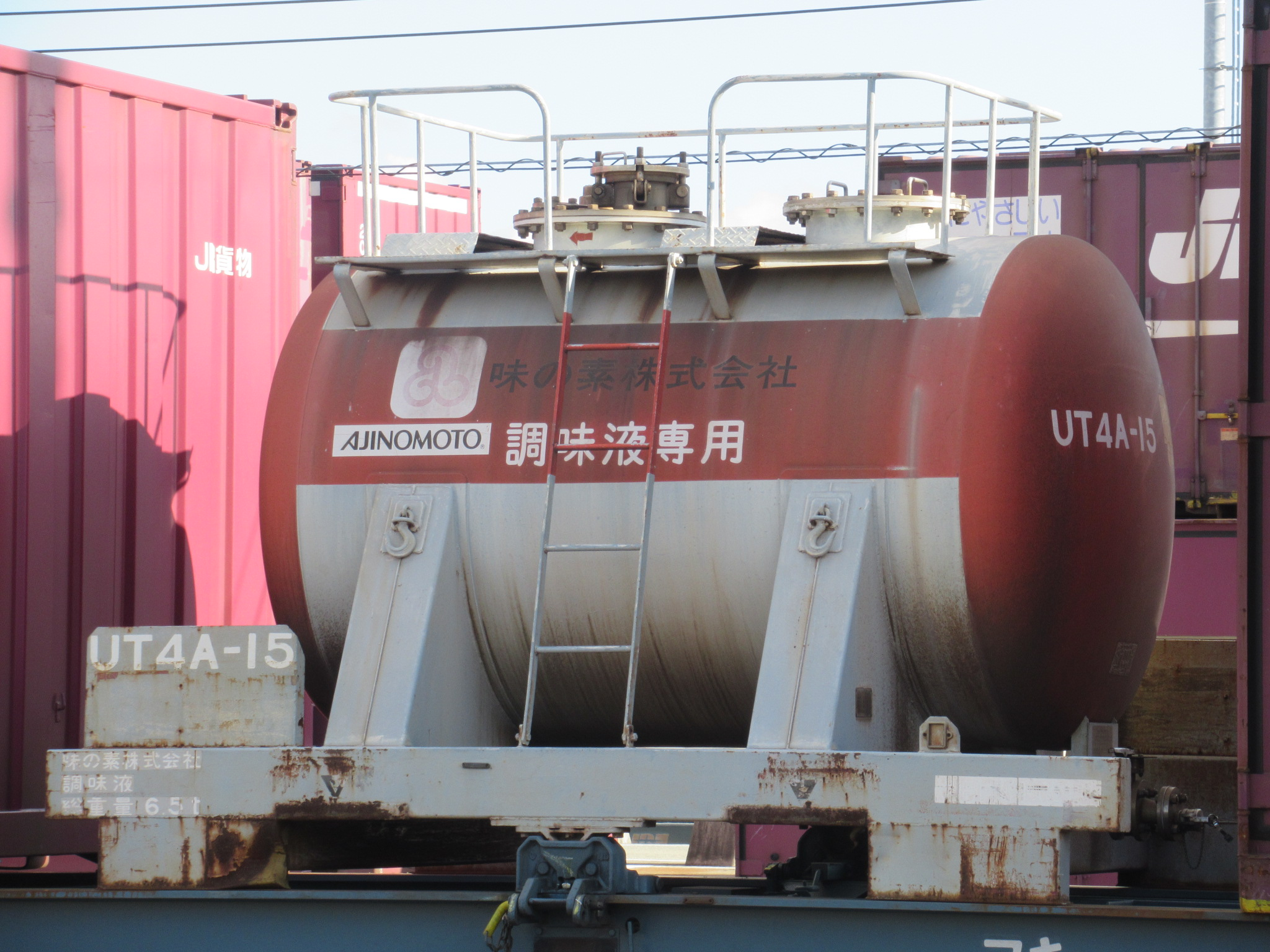

1、2、8 - 13、21 - 30
保土谷化学工業所有。亜塩素酸ナトリウム液専用。
3、6、14、15
味の素所有。調味液専用。
17、18、36、37
日本石油輸送所有。キレート剤専用。
50 - 54
日本石油輸送所有。ポリエーテルポリオール専用。
40 - 45
日本石油輸送所有（日本ゼオン借受）。コンクリート混和剤専用。
46、47
日本石油輸送所有（ハイモ借受）。DMABC（アクリロイルオキシエチルジメチルベンジル アンモニウム塩化物）専用。
16、19、57
日本石油輸送所有（味の素借受）。調味液専用。
7、15、20、32 - 34、55、56
日本陸運産業所有（味の素借受）。調味液専用。
48、49
東亞合成所有。ポリアクリル酸ナトリウム専用。
31、35
日本石油輸送所有（三工借受）。塩化パラフィン専用。
58、62
向後スターチ所有。参松工業から譲り受けたもの。水飴専用。
59、60
森永乳業所有。脱脂濃縮乳専用。
38、39、61
所有者・専用種別不明。